# Могильное (озеро)
Моги́льное — озеро в Кольском районе Мурманской области, расположено на острове Кильдин. Меромиктический водоём. Гидрологический памятник природы.

## Расположение
Расположено на острове Кильдин на берегу Кильдинского пролива между посёлком Восточный Кильдин и мысом Могильным. Совсем небольшое, имеет всего 560 метров в длину и 280 в ширину, площадь — 96 000 м². Предположительный возраст озера — 1000 лет, причём, по мнению исследователей, впервые озеро появилось тут ещё 3,5 тысячи лет назад, но спустя 1,5 тысячелетия перемычка, отделяющая озеро от моря, была размыта.

## Строение
Реликтовое озеро, образованное за счёт отрицательного движения береговой линии. Озеро примечательно наличием нескольких слоёв воды разной степени солёности, от почти пресной на поверхности (солёность не более 3‰) до солёности более 30 ‰ у самого дна. От года к году солёность и глубина расположения галоклина изменяется в значительных пределах.
Причина такой многослойности — просачивание морской воды через перемычку, через вал в южной части озера шириной около 70 м и высотой 5,5 м. За тысячелетие существования озера в нём установился баланс между пресной и солёной морской водой, вследствие чего в разных слоях развивались одновременно и морские, и пресноводные, и организмы солоноватых вод. Всё это делает озеро Могильное единственным водоёмом такого типа в России, похожие аналоги были найдены лишь в Канаде, в Исландии и на территории Гренландии, а также на архипелаге Палау.

## Фауна
До глубины примерно 5 м находится слой пресной воды, всего же слоёв четыре. В самом нижнем уровень солёности достигает 33 ‰, в нём обитают лишь пурпурные бактерии, выделяющие сероводород. Три верхних слоя населены сильнее, в самом верхнем преобладают дафнии (Cladocera), мормыши (рачки-бокоплавы) Gammarus locusta, коловратки (13 видов) и рачки (21 вид) хотя встречаются и рыбы, в том числе — занесённая в Красную книгу России кильдинская треска (Gadus morhua kildinensis), во второй зоне (6,5-13 м), содержащей 22 ‰ соли, живут уже типично морские животные — морские звёзды Stichaster albulus, актинии, губки, мшанки, морские анемоны, полярные медузы и морские рачки. Организмы, живущие в средних слоях, не способные жить ни в пресной, ни в смертельно солёной для них воде, находятся в своеобразной ловушке.

## История
Впервые озеро появилось на картах 1594 года, составленных одним из участников голландской экспедиции Виллема Баренца.
В 1887 году здесь побывал сотрудник зоологического музея Академии наук С. М. Герценштейн, собравший раковины моллюсков вдоль озера. Им был обнаружен в озере бокоплав — представитель отрядов высших раков. Он также взял пробы воды, в которой было выявлено 13 частей пресной и 1 часть морской воды.
Одним из тех, кто изучал уникальность озера, был профессор зоологии Виктор Фаусек в 1889 году. В. А. Фаусек изучал озеро и обнаружил в его юго-восточной части морскую фауну и флору. Он не заметил влияния морских приливов и отливов на уровень воды в озере, но допускал возможность просачивания морской воды через перемычку, что и подтвердилось позднее.
В 1914 году Борис Исаченко написал подробную работу о микробиальной фауне водоёма, став первым, кто изучал бактерии нижних слоёв.
В 1916 году выдвигался проект по сооружении канала, связывающего озеро с морем для последующей постройки убежища для кораблей. Однако проект поддержки не нашёл.
Известный русский гидробиолог Константин Михайлович Дерюгин отметил уникальность озера в своих записях:
В современном состоянии оз. Могильное представляет настоящее чудо природы; оно требует тщательной охраны как истинный памятник природы и дальнейшего детального изучения
В 1985 году озеру Могильному решением Госплана РСФСР № 146 присвоили статус государственного памятника природы республиканского значения.
С 1997 по 2000 год на озере работали исследователи ПИНРО. Результатом их работ стала книга «Реликтовое озеро Могильное».